# Thomas Røll
Thomas Christopher Røll Larsen (ur. 12 marca 1977 w Aarhus) – były duński piłkarz występujący na pozycji pomocnika.

## Kariera klubowa
Røll zawodową karierę rozpoczynał w 1995 roku w klubie Silkeborg IF z Superligaen. W sezonie 1995/1996 zadebiutował w tych rozgrywkach. W 1998 roku wywalczył z zespołem wicemistrzostwo Danii. W 2001 roku zdobył z nim natomiast Puchar Danii.
W tym samym roku Røll odszedł do drużyny FC København, także występującej w Superligaen. Pierwszy ligowy mecz zaliczył tam 21 lipca 2001 roku przeciwko Viborgowi (2:1). W sezonie 2004/2005 przez kilka miesięcy przebywał na wypożyczeniu w Silkeborgu. Zawodnikiem zespołu FC København był przez 5 lat. W tym czasie zdobył z nim 3 mistrzostwa Danii (2003, 2004, 2006), Puchar Danii (2004), Superpuchar Danii (2005), a także wywalczył z nim wicemistrzostwo Danii (2002).
W 2006 roku Røll podpisał kontrakt z ekipą FC Midtjylland, również z Superligaen. Zadebiutował tam 10 marca 2007 roku w zremisowanym 2:2 spotkaniu z Vejle BK, w którym zdobył także bramkę. W tym samym roku wywalczył z klubem wicemistrzostwo Danii. Od początku 2008 roku do początku 2009 roku grał na wypożyczeniu w Vejle BK. W lutym 2009 roku odszedł do Viborga, grającego w 1. division. W tym samym roku zakończył karierę.

## Kariera reprezentacyjna
W reprezentacji Danii Røll zadebiutował 12 października 2002 roku w wygranym 2:0 meczu eliminacji Mistrzostw Europy 2004 z Luksemburgiem. 20 listopada 2002 roku w wygranym 2:0 towarzyskim pojedynku z Polską strzelił pierwszego gola w kadrze. W latach 2002–2004 w drużynie narodowej rozegrał w sumie 8 spotkań i zdobył 1 bramkę. Wcześniej występował też w kadrach Danii U-19 oraz U-21.